# TRERF1
TRERF1‏ (Transcriptional regulating factor 1) هوَ بروتين يُشَفر بواسطة جين TRERF1 في الإنسان.
يشفر هذا الجين بروتين تنظيم النسخ بالإصبع الزنكي الذي يتفاعل مع CBP/p300 لتنظيم الجين البشري CYP11A1.

## التفاعل
لقد ثبت أن TRERF1 يتفاعل مع العامل الستيرويدي 1، وEP300، والبروتين الرابط لـ CREB.